# Sinan

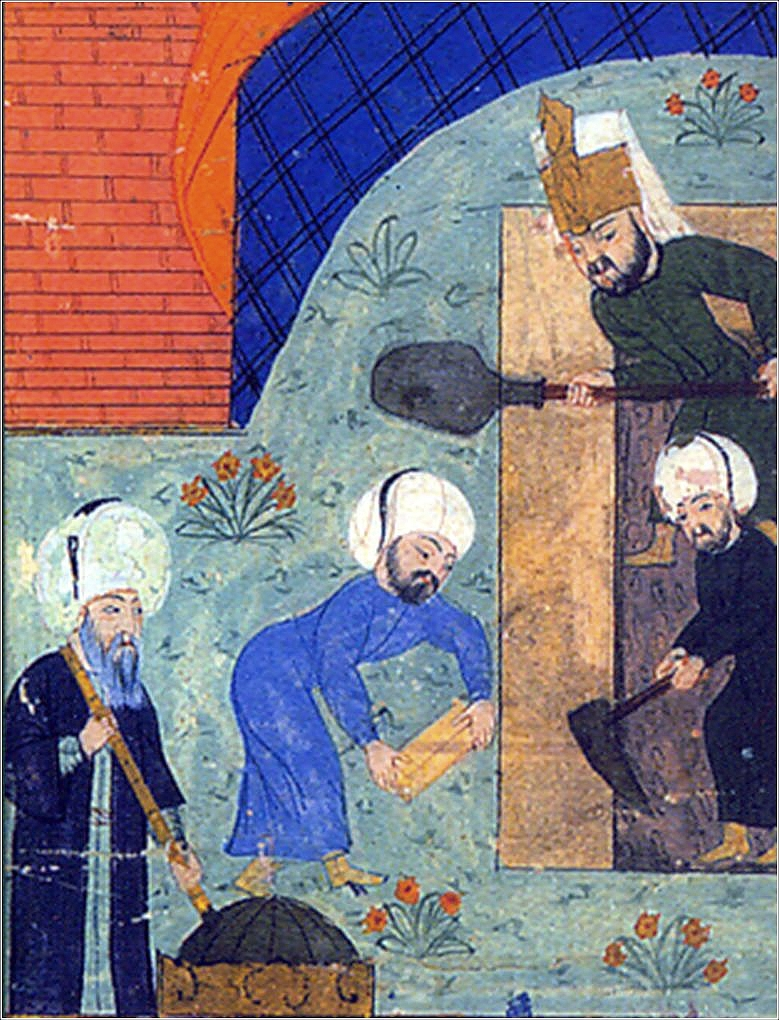
Vielleicht Sinan (links) auf einer osmanischen Miniatur von 1579. Er beaufsichtigt Arbeiten am Fundament des Grabmales von Sultan Süleyman I. 1566

Sinan oder Sinān, mit vollem Namen wahrscheinlich Yusuf Sinan (oder Sinanüddin) bin Abdullah (oder Abdülmennan, Abdurrahman, Abdülkerim, geboren um 1490 vermutlich in Ağırnas bei Kayseri; gestorben am 17. Juli 1588 in Istanbul) war der bedeutendste osmanische Architekt zu Zeiten der Sultane Selim I., Süleyman I., Selim II. und Murad III. In dieser Eigenschaft erhielt er Ehrentitel wie beispielsweise Koca Mimar Sinan Ağa (osmanisch قوجه معمار سنان آغا İA Ḳoca Miʿmār Sinān Āġā). Allgemein bekannt wurde er unter dem Kurznamen „Architekt Sinan“ (Mimar Sinan).
Das Werk Sinans, der auch als Bauingenieur und Städtebauer wirkte, gilt als Höhepunkt der klassischen osmanischen Architektur. Sinans Bedeutung wird durch Bezeichnungen wie „Euklid seiner Epoche“, „Michelangelo der Osmanen“ und „größter Architekt aller Zeiten“ durch Zeitgenossen und Fachliteratur deutlich. Einige seiner Moscheen werden in ihrer Kongruenz und Harmonie von Innen- und Außenwirkung unter Kunsthistorikern als die vollkommensten der vorindustriellen Zeit angesehen.

## Leben
Sinans genaue Geburtsdaten sind nicht bekannt. Die lückenhaften und teilweise widersprüchlichen Informationen über seine Familie und sein Leben gründen großenteils auf Verschriftlichungen mündlicher Mitteilungen Sinans durch seinen Freund, den Dichter Mustafa Sâ'î Çelebi, sowie dem Briefwechsel aus seiner Zeit als Generalbaumeister, seiner Stiftungsurkunde (Vakfiye) und dem Epitaph an seinem Grabmal.

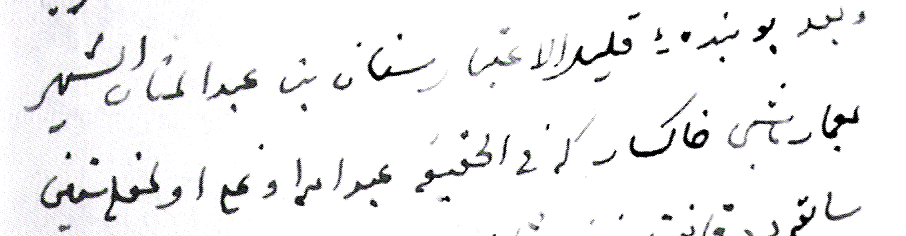
Sinans Name und die Klassifizierung als Konvertit aus Tuḥfetüʾl-Miʿmārin von Mustafa Sâ'î Çelebi, Blatt 4b, Zeilen 7 und 8: „Sinān bin ʿAbdüʾl-Mennān […] ʿAbdullāh oġlı“

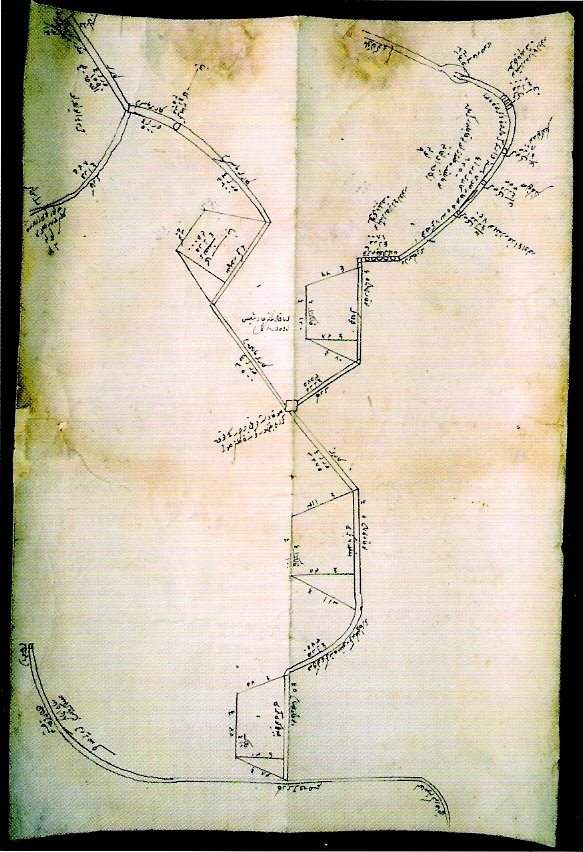
Maßskizze Sinans für das Kırkçeşme Wasserverteilungssystem, frühe 1560er-Jahre

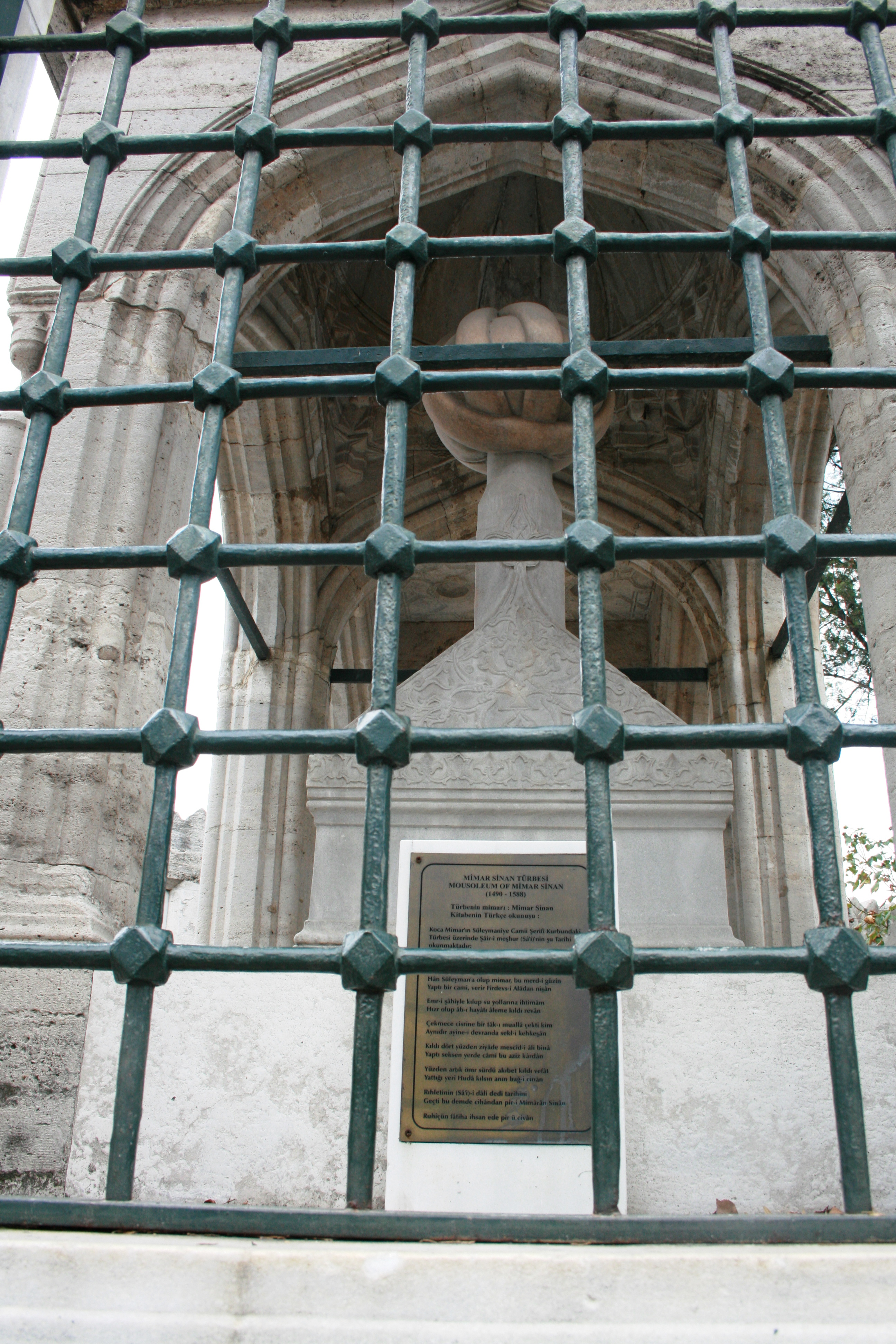
Blick in Sinans Türbe

Sinan wuchs als Sohn griechisch-orthodoxer Christen, die möglicherweise türkisch-sprachig waren, im kappadokischen Dorf Ağırnas bei Kayseri auf und wurde vermutlich auf den Namen Joseph oder Yusuf getauft. Ob er in Ağırnas geboren ist, ist genauso unbekannt wie die ethnische Herkunft seiner Familie, die griechischen oder armenischen Ursprungs gewesen sein kann. In Ağırnas wurde er möglicherweise Steinmetz. Er kam als junger Mann 1512/13/14 durch eine ungewöhnlich späte Knabenlese nach Istanbul und wurde zum Zimmermannsmeister sowie in der Rekrutentruppe (acemi ocağı) militärisch ausgebildet. In den folgenden Jahrzehnten nahm er an den meisten Feldzügen unter den Sultanen Selim I. und Süleyman I. teil (Çaldıran, Damaskus, Kairo, Belgrad, Rhodos, Mohács, Wien, Täbris, Bagdad, Korfu, Apulien, Moldawien usw.) und lernte somit die verschiedensten Architekturtraditionen kennen.
Bei der Einnahme Belgrads wurde er 1521 mit dem Namen Sinān b(in) ʿAbdüʾl-Mennān bei den Janitscharen aufgenommen. Von 1523 bis 1526 war er Atlı Sekban (oder Atlı Seğmen = berittener „Hundewächter“; berittener Jäger; Janitscharenoffizier) und nach 1526 wurde er zum Yayabaşı (Infanteriehauptmann) befördert. Danach befehligte er als Zemberekçibaşı (= Kommandant der Artillerie) das 82. Korps (ocak) und wurde nach dem Irakfeldzug 1535 zum Haseki (Oberst der kaiserlichen Leibgarde) ernannt. Er diente dabei gleichzeitig ab den 20er Jahren zunächst als Militäringenieur, später trug ihm sein Talent beim Bauen von Festungen, Brücken usw. in den 1530er Jahren den Posten als Chef der Mechaniker ein. Zwischen den Feldzügen errichtete er auch einige zivile Gebäude, so dass er 1537/38/39, nach dem Tode seines Vorgängers Acem Ali, den Titel „Ser-Mimâr-ı Mimârân-ı Hassâ“ (= Oberhaupt der Hofbaumeister) erhielt.
Mit dem Bau oder der Fertigstellung der Haseki-Hürrem-Sultan-Moschee (1538/39) begann eine der bemerkenswertesten Karrieren in der Architekturgeschichte. Sein erstes großes Werk war die Şehzade-Moschee in Istanbul (erbaut 1543–1548). Weitere Hauptwerke sind die Süleymaniye-Moschee in Istanbul (1550–1557) und die Selimiye-Moschee in Edirne (1567/68–1574/75). Auf den Reiseschriftsteller Evliya Çelebi geht die sonst nicht bestätigte Meinung zurück, Sinan selbst habe diese drei Moscheen als „Lehrlingsstück“ (Şehzade-Moschee), „Gesellenstück“ (Süleymaniye-Moschee) und „Meisterwerk“ (Selimiye-Moschee) bezeichnet. Doch auch zwischen diesen großen Hauptwerken entstanden zahlreiche profane und religiöse Bauten von exquisiter Qualität und Originalität. So schuf er nach der Selimiye-Moschee noch zahlreiche Moscheen, die wieder neue Lösungen der Überkuppelung auf hexagonalem oder oktogonalem Stützsystem zeigten.
Sinan war als Chefarchitekt des Hofbauamtes nicht nur für die Baustruktur zuständig, sondern gestaltete oft auch den Innenraum, zum Beispiel durch akzentuierte Platzierung von Fliesenpaneelen. Während seiner 50-jährigen Amtszeit erhöhte sich aufgrund der enormen Bautätigkeiten die Anzahl der Architekten unter ihm von 17 auf über 30 – mehr als ein Drittel waren nicht konvertierte Christen. Zudem bildete er im Laufe seiner 50-jährigen Chefarchitektenzeit 250 Schüler aus, wovon ein Schüler, Yusuf, unter dem Mogulherrscher Akbar  I. dem Großen in Indien diente. Sein Schüler Mimar Hayreddin war der Architekt der Alten Brücke Stari most über die Neretva in Mostar. Ihm wird auch die Planung der benachbarten, kleineren Krummen Brücke Kriva Ćuprija über den Bach Radobolja zugeschrieben.
Wenig ist über seine Familie bekannt. Aus der Urkunde seiner zwischen 1583 und 1585 eingerichteten Stiftung ist ersichtlich, dass er verheiratet war, einen zu Sinans Lebzeiten verstorbenen, als Märtyrer bezeichneten Sohn, zwei Töchter, einen Enkelsohn, einen christlichen und einen zum Islam konvertierten Bruder sowie zwei Neffen und drei Großnichten hatte.
Sinan starb im Jahr 1588 und ist am nördlichen Rande der Külliye der Süleymaniye-Moschee in Istanbul in einer schlichten, von ihm selbst entworfenen Türbe begraben.
Zur Erinnerung an den großen Baumeister wurde in Istanbul die Mimar-Sinan-Universität im Stadtteil Fındıklı nach ihm benannt.

## Bauwerke
Es gibt fünf Autobiographien bzw. Werkverzeichnisse, in denen die Bauwerke Sinans aufgeführt werden:
Teẕkiretüʾl-Ebniye, Tuḥfetüʾl-Miʿmārīn, Adsız Risale, Risāletüʾl-Miʿmāriyye und Teẕkiretüʾl-Bünyān. In diesen Dokumenten, die auf Sinan selbst zurückgehen, werden nicht nur die Bauwerke aufgelistet, die Sinan entworfen und erbaut hat, sondern auch Werke, bei denen er die Verantwortung der Renovierung übernommen hatte, wie dem Felsendom in Jerusalem.
Insgesamt beinhalten diese Verzeichnisse ein Œuvre von 471 bis 477 Bauwerken. Von diesen 477 Bauten sind 29 nicht feststellbar oder Sinan zuzuordnen, 172 – meistens Bauwerke aus Holz – sind aufgrund von Feuer, Erdbeben, Überbauung, Entosmanisierungen usw. vernichtet, 49 wurden grundlegend renoviert, so dass Sinans Bausubstanz kaum mehr vorhanden ist, 23 existieren nur noch als Ruine (Stand: 1985). 204 von Sinans Bauten sind originär erhalten.
Von den 477 Bauten befinden sich 319 in Istanbul und mindestens 50 weitere im Umkreis von 250 km. Einige seiner Bauwerke dürften nur auf Plänen Sinans beruhen, die Ausführung vor Ort überließ er seinen Assistenten. Diesen Rückschluss kann man ziehen, wenn man bauliche Details untersucht, die manchmal eine etwas unbefriedigende Lösung zeigen (wie die Molla-Çelebi-Moschee). Deren Ausführung kann Sinan kaum zugeschrieben werden, da er für diese Details in anderen wichtigen Bauten für ihn typische architektonische Antworten gibt. Andere Bauten hingegen wurden nicht durch ihn persönlich vor Ort beaufsichtigt, weil er kaum Zeit für sämtliche dazu nötigen Reisen zu den Grenzen des Weltreiches gehabt haben dürfte (wie die Tatar-Khan-Moschee/Ukraine) oder es bekannt ist, dass Assistenten aus Istanbul geschickt wurden bzw. lokale Baumeister die Ausführung übernahmen. Man weiß hingegen, dass Sinan beispielsweise nach Mekka reiste, wo er Arbeiten beaufsichtigte.
Einige kleinere Bauten finden sich nicht in den Listen, so Brunnen, bestimmte Schulen, Läden usw. Einige größere Bauten, die nicht in den Listen verzeichnet sind, gelten dennoch als von Sinan errichtet (wie zum Beispiel zwei der Minarette der Hagia Sophia und die Armenküche der Haseki Hürrem Külliye).
Insgesamt wird Sinan sehr hoch eingeschätzt: „[…] im Umfang seines Œuvres [wurde er] von keinem anderen Architekten irgendeines Landes oder irgendeiner Kultur übertroffen, und kaum einer hat so konsequent seine Ideen zu verwirklichen vermocht wie er, keiner fand so großzügige Bauherren wie die Sultane und Staatsmänner des osmanischen Weltreichs.“
Die enorme Anzahl der Bauten rührt auch daher, dass die osmanischen Stifter neben einer Freitagsmoschee meistens gemeinnützige Bauten errichten ließen. So entstand ein ganzer sozio-ökonomischer Baukomplex, Külliye genannt. Dafür standen schier endlose finanzielle Mittel zur Verfügung, die im Falle der Sultansmoscheen und -külliyen prinzipiell ausschließlich aus Beutegeldern und Tributzahlungen der „Ungläubigen“ bestehen sollten.

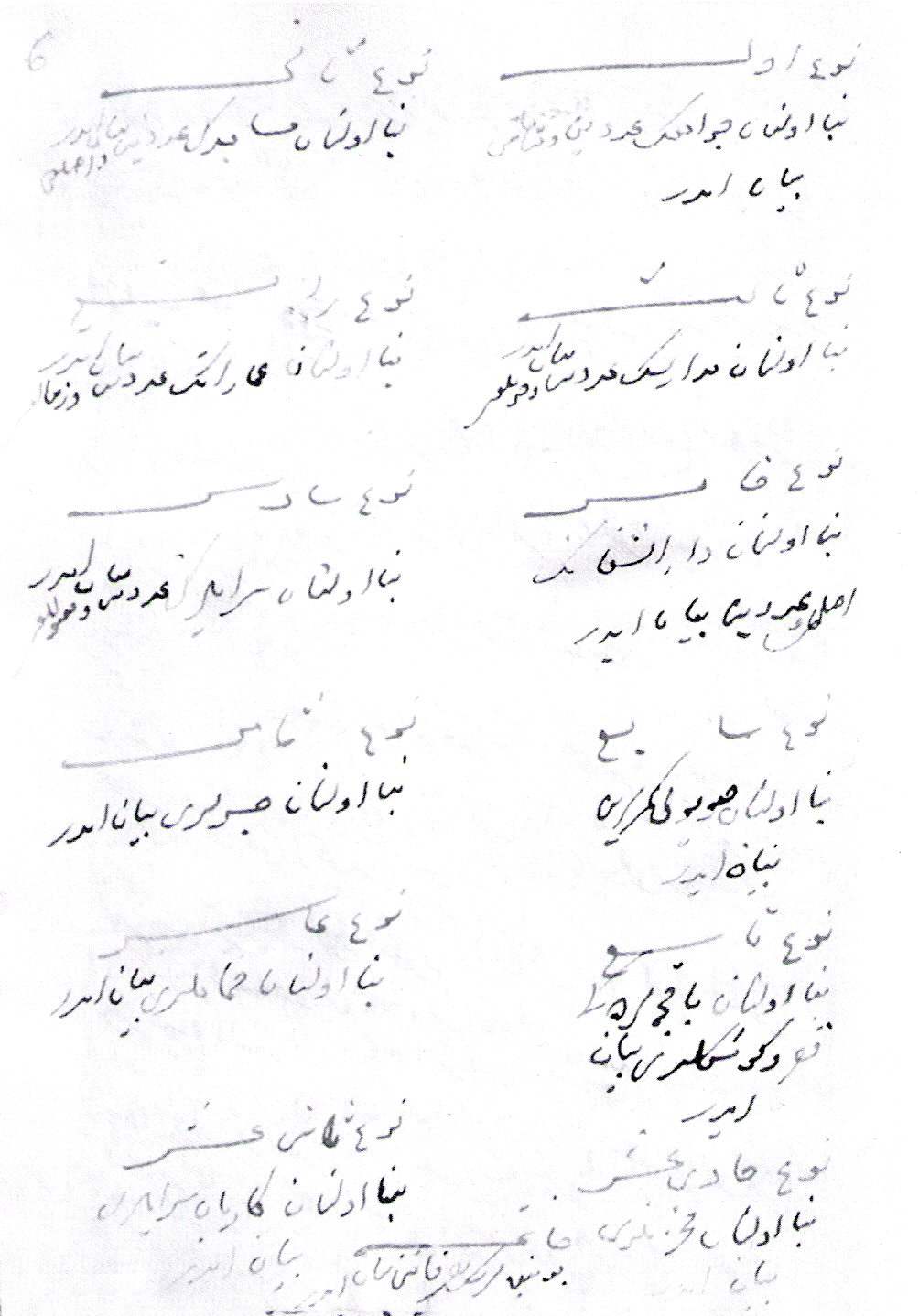
Sinans Typen (nev) der Bauten in Tuḥfetüʾl-Miʿmārin:
cevāmiʿ, mesācid, medāris, ʿimārāt, dārüʾṣ-ṣifā, sarāylar, ṣu yolı kemerleri, cislrer, bāġçelerdekı qaṣr ve köṣkler, hammāmlar, maḫzenler, kārbāsarāylar

Die Bauwerke schlüsseln sich wie folgt auf (in Klammern die Zahlen von Sinans Bauten, die heute in ihrer originären Bausubstanz erhalten sind):
- Freitagsmoscheen (Cami): 107 (64)
- Alltagsmoscheen (Mescit): 52 (7)
- Mausoleen (Türbe): 45 (32)
- Hochschulen (Medrese): 74 (35)
- Koranschulen (Darülkurra): 8 (4)
- Grundschulen (Sıbyan Mektebi): 6 (5)
- Derwischklöster (Tekke): 6 (2)
- Krankenhäuser (Darüşşifa): 3 (3)
- Armenküchen (İmaret): 22 (7)
- Karawansereien/Hane: 31 (11)
- Paläste (Saray): 38 (2)
- Pavillons (Köşk): 5 (1)
- Magazine: 8 (2)
- öffentliche Bäder (Hamam): 56 (13)
- Brücken: 9 (9)
- Aquädukte/Wasserbauten: 7 (7)

Insgesamt: 477 (204 heute noch erhalten)
Sinan und sein Biograph Mustafa Sâ'î Çelebi führten aus, dass die Hagia Sophia in Istanbul Sinan als großes Vorbild diente, das er zu übertreffen suchte. Doch auch weitere Bauten inspirierten Sinan: in Istanbul die Kirche Hagioi Sergios und Bakchos (Küçük Ayasofya Camii), die Sultan-Beyazıt-Moschee, die Moschee Mehmed des Eroberers und die Zincirlikuyu-Moschee, in Bursa die Große Moschee sowie in Edirne die Üç-Şerefeli-Moschee.
Charakteristisch an den Bauten Sinans ist unter anderem die Einbeziehung des urbanen Kontextes und der nahen Umgebung, sowohl in die Baugestaltung des Komplexes, als auch in die Gestaltung der Außenwirkung der Fassaden.

### Bauwerke in und um Istanbul

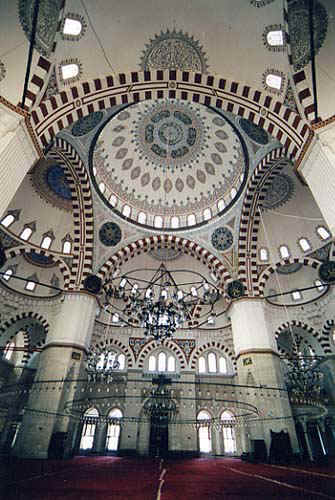
Şehzade-Moschee, Innenansicht

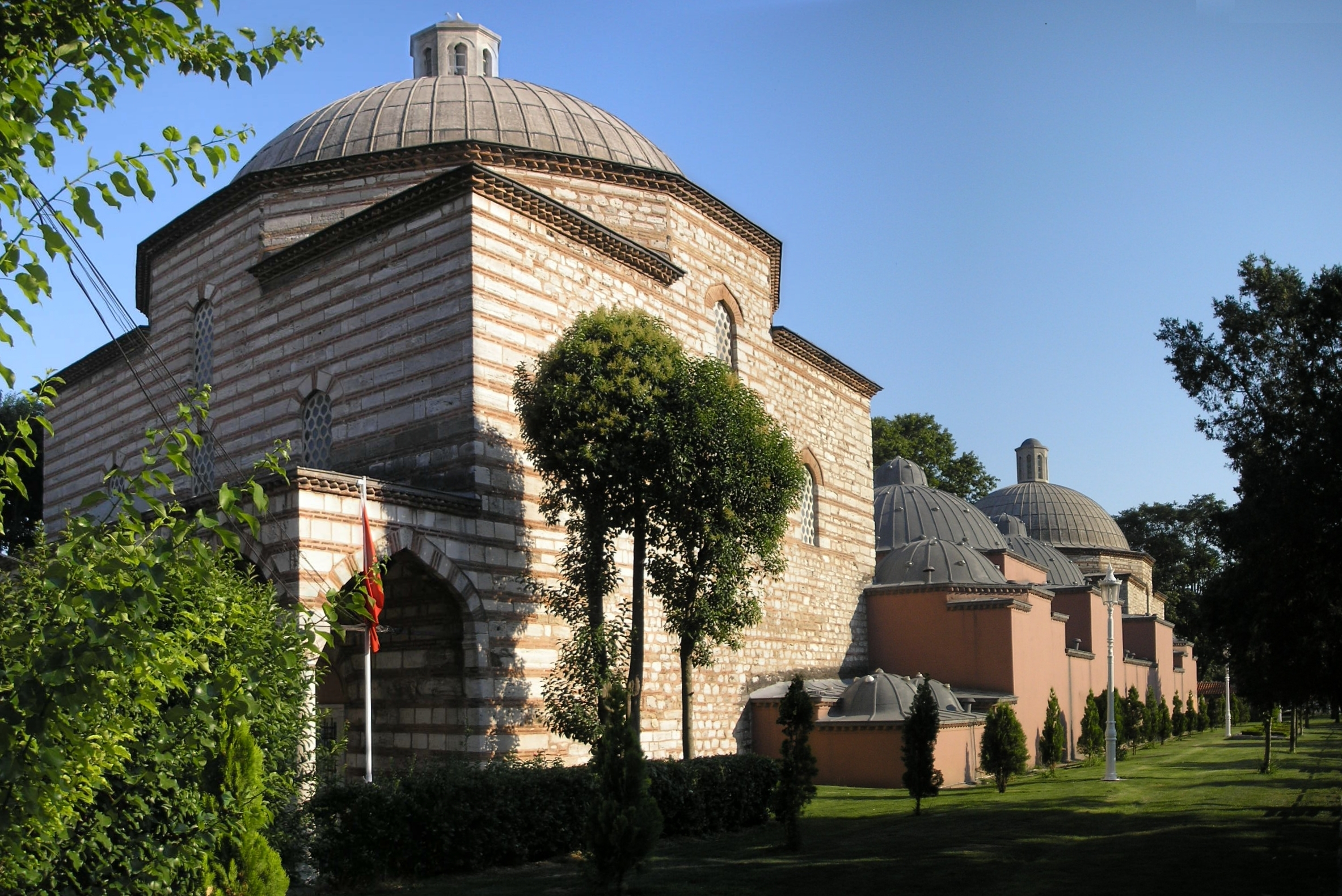
Haseki-Hürrem-Sultan-Hamam

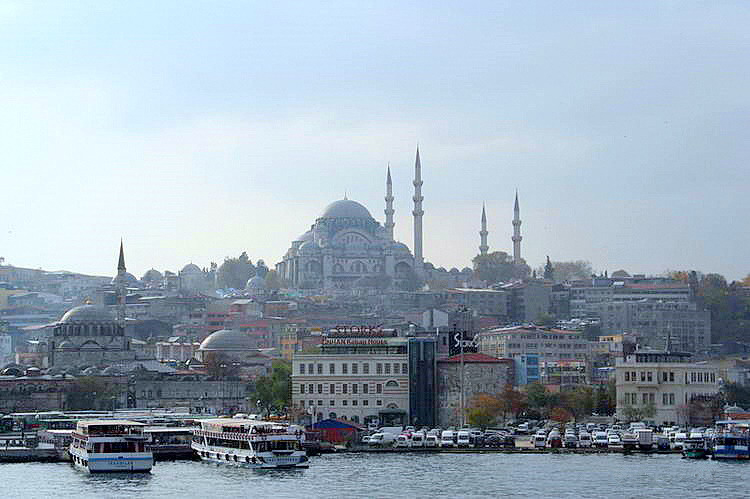
Süleymaniye-Moschee,
links vorne die Rüstem-Pascha-Moschee

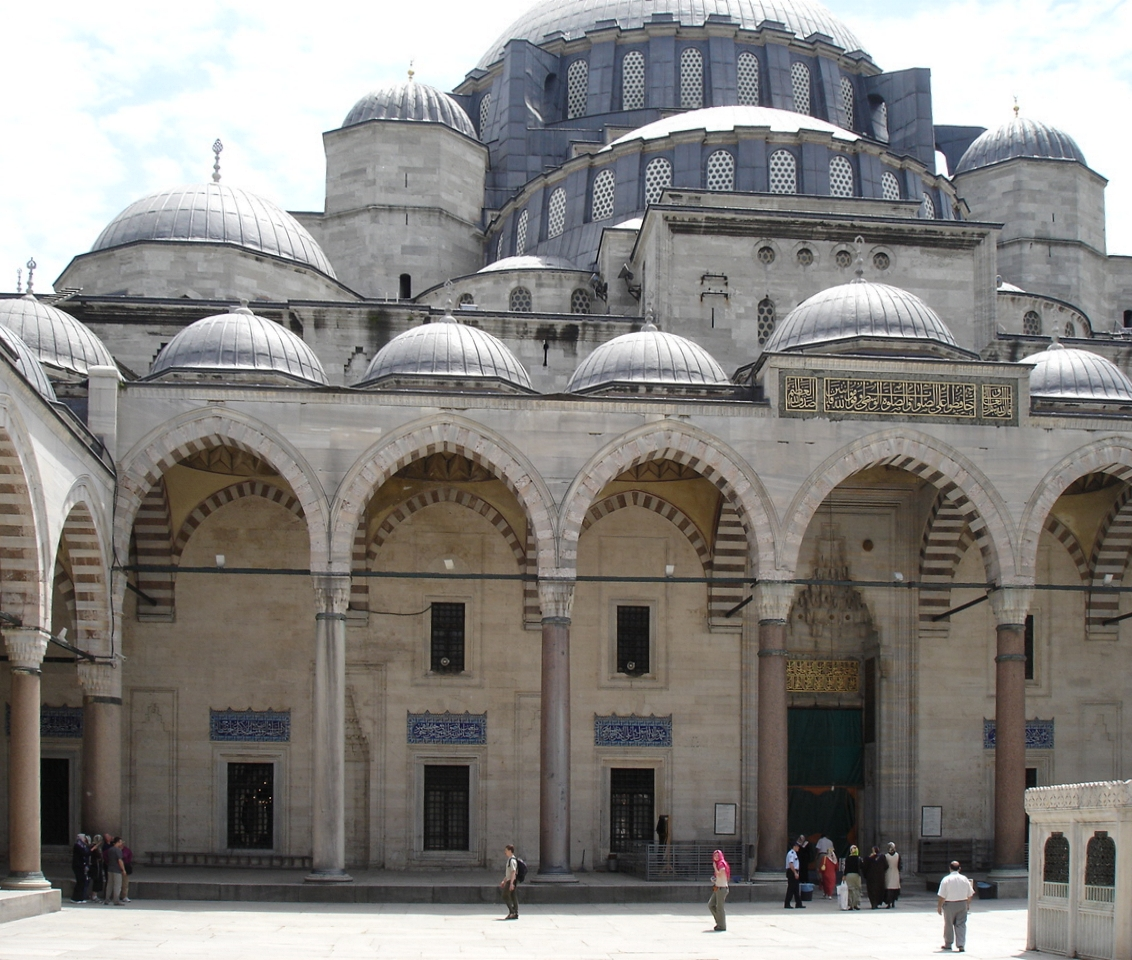
Süleymaniye-Moschee, Innenhof

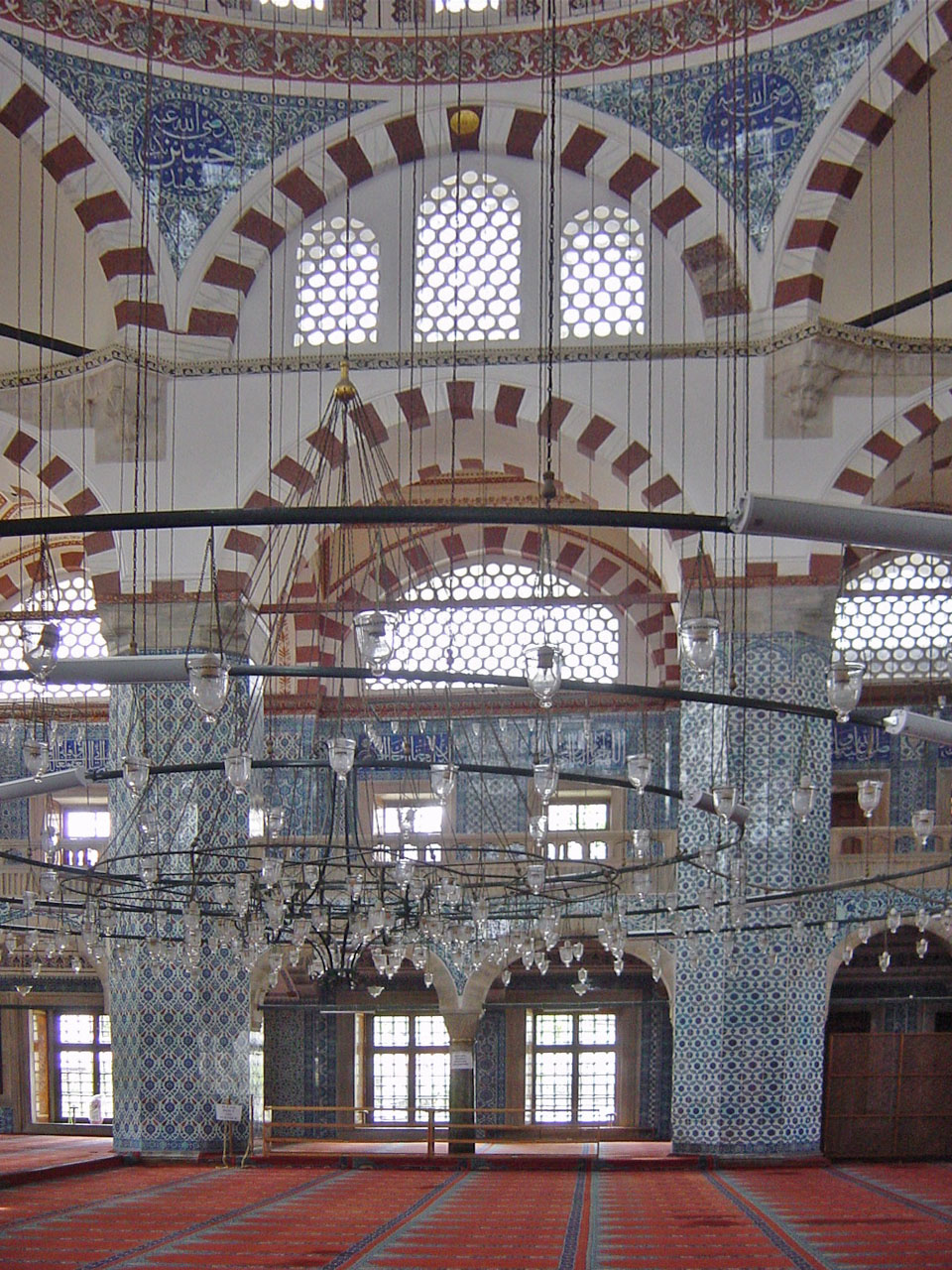
Rüstem-Pascha-Moschee, rechte Galeriewand

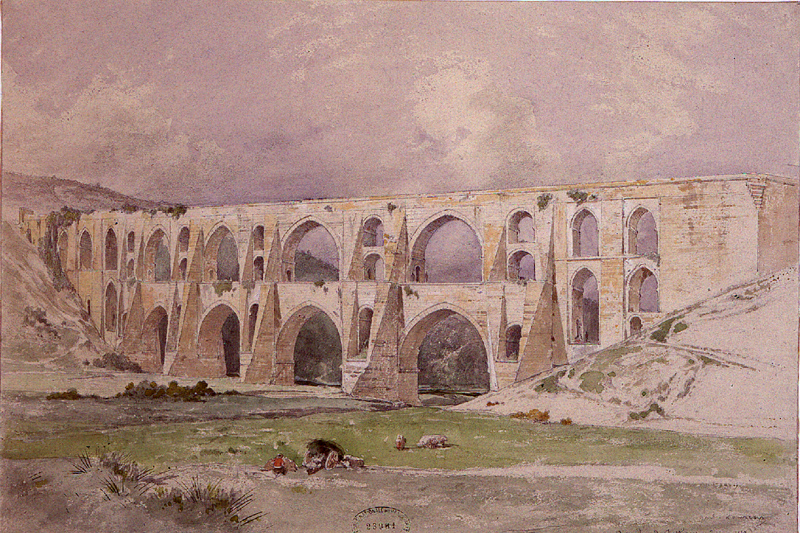
Mağlova-Aquädukt, Aquarell von Jules Laurens (1847)

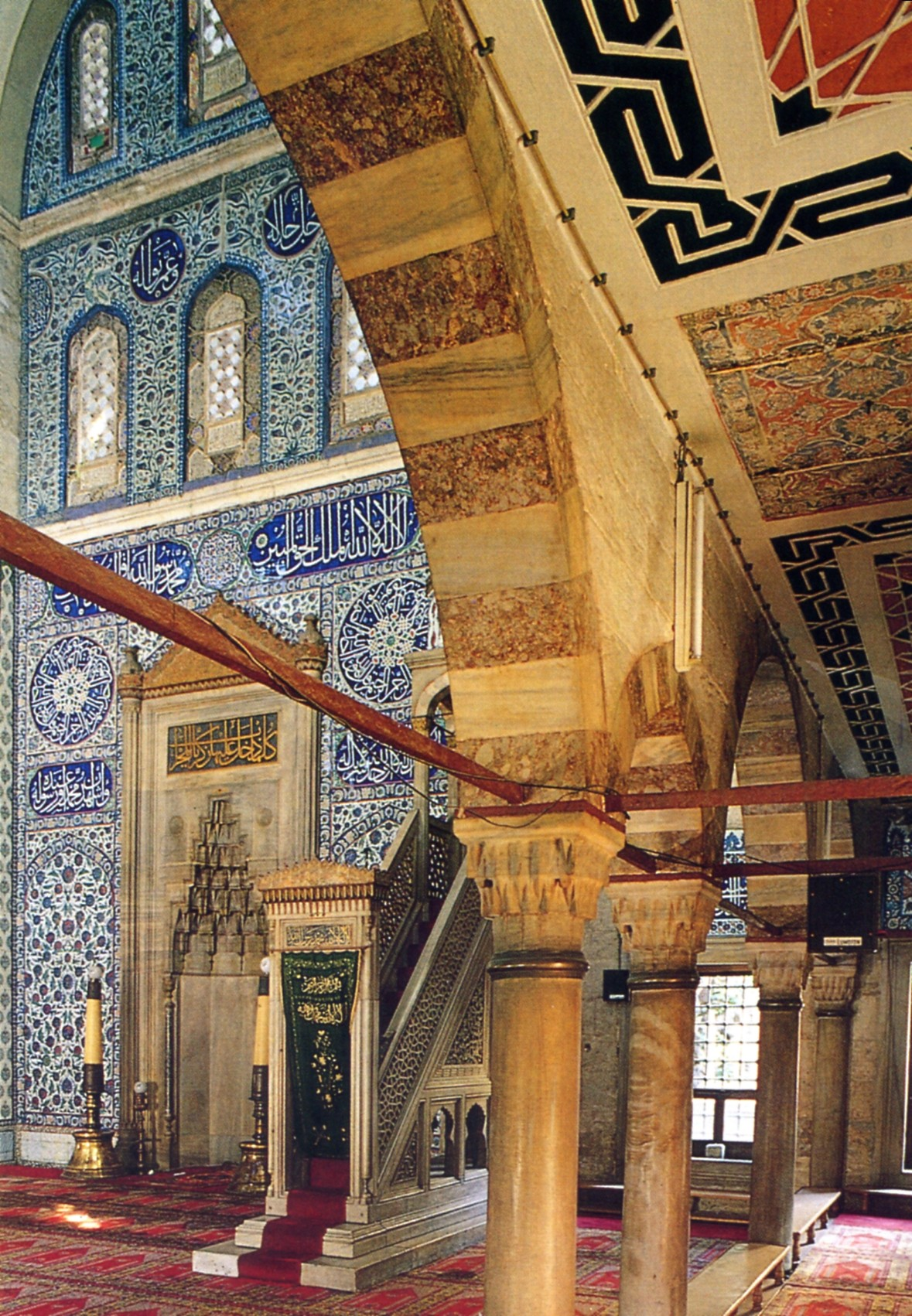
Sokollu-Mehmet-Pascha-Moschee in Fatih, Inneres mit Blick auf Gebetsnische und Kanzel

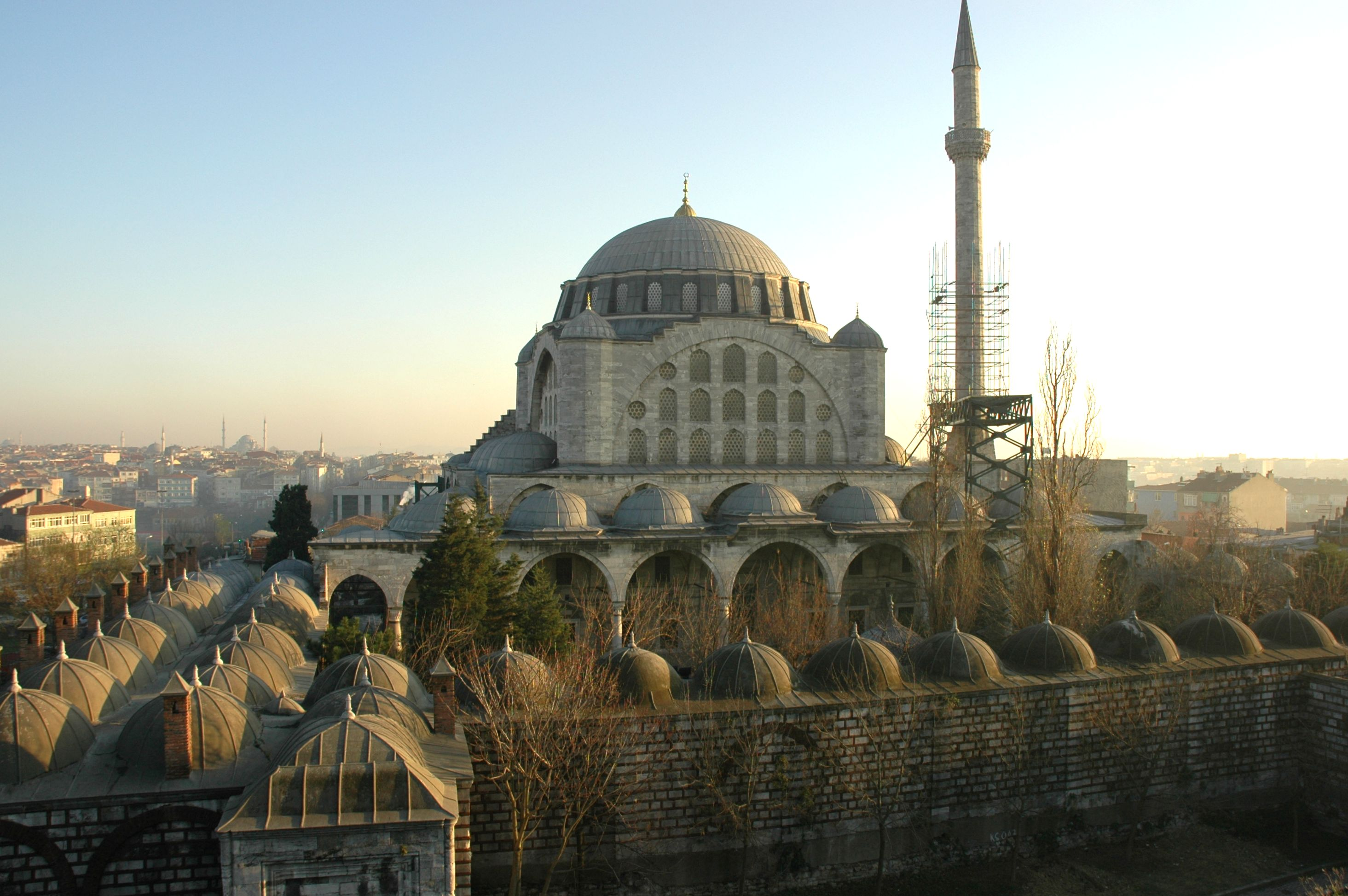
Mihrimah-Sultan-Moschee, von der Landmauer aus gesehen

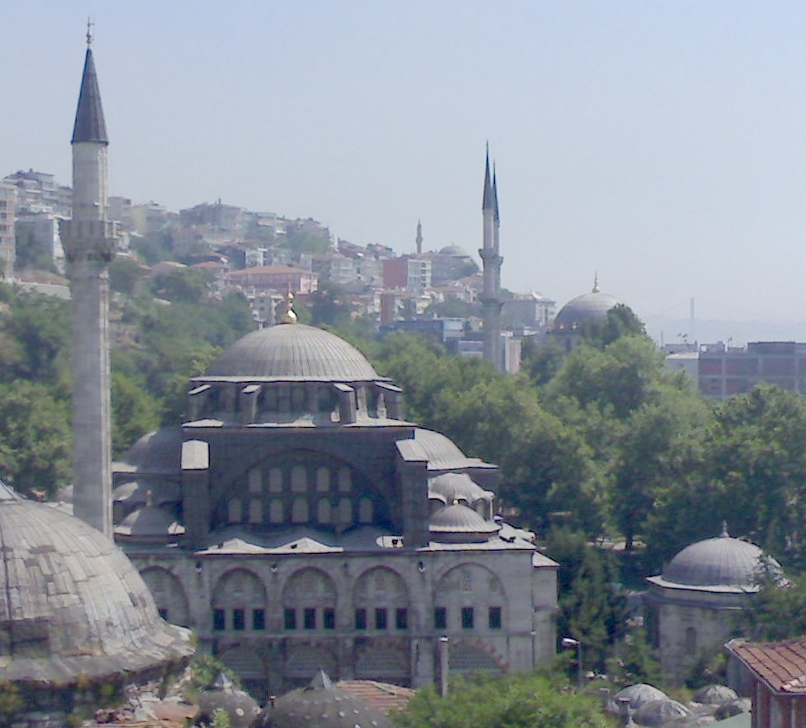
Kılıç-Ali-Pascha-Moschee von Südwesten aus gesehen, im Vordergrund links das Dach des Hamams, rechts vorne kleine Kuppeln der Medrese, dahinter die Türbe des Stifters

- Haseki-Hürrem-Sultan-Komplex (Haseki Hürrem Sultan Külliyesi) – Sinans wohl erster größerer Auftrag als Hofbaumeister. Die Ein-Kuppel-Moschee wurde 1538/39[24] fertiggestellt – Später wurde sie erweitert um eine Hochschule (1539/40), eine Armenküche (1550) und ein Krankenhaus (Darüşşifa. 1557 (?); jedenfalls nach 1550) – letzteres ein einzigartiges, sehr originelles Gebäude mit achteckigem Innenhof, das als Reminiszenz an antike römische Gebäude gedeutet wird. Karte
- Barbaros-Hayrettin-Pascha-Mausoleum – 1541/42. Karte
- Mihrimah-Sultan-Moschee (İskele Camii, Mihrimah Sultan Camii) in Üsküdar – 1543/44–1547/48. Der hier verwendete doppelte Portikus wird von nun an in Variationen bei zahlreichen Moscheen vorkommen. Vier-Pfeiler-Moschee mit drei Halbkuppeln. Karte
- Şehzade-Moschee (Şehzade Mehmet Camii, Prinzenmoschee) – 1543–1548. Ein frühes Meisterwerk, laut Evliya Çelebi von Sinan selbst als sein „Lehrlingsstück“, in Sinans Autobiographie Teẕkiretüʾl-Bünyān dagegen als „dem Paradies gleiches Bauwerk“ (binā-yı cennet-nişan-ı) bezeichnet.[16][25] Die Moschee ist der erste Monumentalbau Sinans, wohl als eigentliche erste „Sultan-Süleyman-Moschee“ geplant. Sie markiert einen Wendepunkt in der osmanischen Architektur durch das modellhafte zentralsymmetrische Vier-Pfeiler-System mit vier Halbkuppeln. Hier erscheint erstmals die später so typische Kuppelkaskade aus Hauptkuppel, Halbkuppeln und Drittelkuppeln. Der Hof wird architektonischer Bestandteil des Ganzen. Sie bewahrt neben aller Monumentalität einen menschlichen Maßstab, erzielt beispielsweise durch die äußeren Galerien. In der Şehzade-Moschee experimentiert Sinan mit einer Ornamentik der Fläche, die an selschukische Ornamentik erinnert. Einige Jahre später wiederholt er diesen Bauschmuck nicht mehr. Karte
- Sultan-Selim-I.-Medrese (Yenibahçe Selim Medresesi, Halıcılar Köşkü) – 1548/49. Typische U-förmige Medrese.[26] Karte
- Rüstem-Pascha-Medrese – 1550. Hochschule mit achteckigem Innenhof. Karte
- Rüstem-Pascha-Karawanserei (Rüstem Paşa Kervansarayı, Kurşunlu Han) – 1544–1550. Schmaler Han, in dessen offenem Innenhof eine Treppe zu dem oberen Stockwerk führt. Karte
- Hadım-İbrahim-Pascha-Moschee (Hadim Ibrahim Paşa Camii) – 1551. Ein-Kuppel-Moschee. Karte
- Sinan-Pascha-Moschee (Sinan Paşa (Beşiktaş) Camii) – 1554–1555/56. Sechs-Pfeiler-Moschee mit vier diagonalen Kuppeln und zahlreichen starken Anleihen der Üç-Şerefeli-Moschee in Edirne. Karte
- Haseki-Hürrem-Sultan-Hamam (Ayasofya Hürrem Sultan Hamamı) – 1556/7. Zwillingsbäderkomplex, gespiegelt an der West-Ost-Achse und 75 Meter lang. Karte
- Süleymaniye-Komplex (Sultan Süleyman Külliyesi) – 1550–1557. Ein weiteres Meisterwerk, auch in städtebaulicher Hinsicht, da der Komplex die Topographie mit dem Hügel und den Straßen als Herausforderung annimmt und mit originellen Lösungen aufwartet. Die Moschee laut Evliya Çelebi von Sinan selbst als sein „Gesellenstück“, in Sinans Autobiographie Teẕkiretüʾl-Bünyān dagegen als „ein dem Paradies gleicher, freudenspendender Aufenthaltsort“ (Cennet-āsā bir maqām-ı dilgüşa) bezeichnet.[16][27] Meisterlich ist auch die dritte und vierte Medrese (râbi und sâlis medresesi), 1558/59 fertiggestellt, mit ihren Terrassierungen zum Goldenen Horn hin. Die monumentale Külliye hat einen ähnlichen städtebaulichen und imperialen Anspruch wie die Külliye um die Moschee Mehmed des Eroberers. Die Süleymaniye-Moschee ist eine Vier-Pfeiler-Moschee mit zwei Schildwänden und zwei axialen Halbkuppeln, ähnlich der Sultan-Beyazıt-Moschee und der Hagia Sophia. Sinan kommt allerdings hier zu einem völlig anderen Modell eines Zentralbaus und einer Kongruenz von Außen- und Innenwirkung. Im Inneren wird erstmals das berühmte Bolus-Rot in den İznik-Fliesen verwendet. Direkt außerhalb der Moscheemauern liegt das Grabmal Sinans. Karte
- Şehzade-Cihangir-Moschee (Şehzade-Cihangir Camii) – 1559–1560. Der für Cihangir, den 1553 verstorbenen Sohn Sultan Süleymans I., in Tophane erbaute Komplex umfasste neben der Moschee lediglich eine Grundschule, eine Armenküche und einen Derwisch-Konvent. Das bescheidene Ausmaß entsprach der geringen Bedeutung des körperlich behinderten Prinzen in der dynastischen Rangfolge. Die Moschee hatte ein Walmdach, das Minarett nur eine Galerie. Als Baugrund diente ein Gartengrundstück, auf dem sich Cihangir einen Pavillon errichtet hatte und hoffte, es könne an dieser exponierten Stelle eine elegante Prinzen-Moschee entstehen. Unter anderem zwei Brände sorgten dafür, dass von der gesamten Anlage nichts erhalten blieb. Stattdessen erhebt sich hier ein Neubau von 1889–1890.[28]
- Molla-Çelebi-Moschee (Fındıklı Camii, Molla Çelebi Camii) – 1561 (?) oder etwa 1570–1584. Sechs-Pfeiler-Moschee mit vier diagonalen Kuppeln. Beispiel einer von Sinan geplanten Moschee, deren Ausführung er wohl nicht persönlich überwachte, wie einige bauliche Details erkennen lassen.[29] Karte
- Rüstem-Pascha-Moschee (Rüstem Paşa Camii) – etwa 1561–1563. Eine erste meisterliche Acht-Pfeiler-Moschee mit vier diagonalen Halbkuppeln. Die Moschee erhebt sich auf Substruktionen über ihre Umgebung und bietet damit Platz für Läden unter dem Betraum. Sie ist – für eine Moschee untypisch – verschwenderisch mit Iznik-Fliesen ausgestattet, die zu den schönsten Exemplaren zu Beginn der Hochblüte der osmanischen Keramikproduktion gehören. Karte
- Mağlova-Aquädukt (Mağlova/Moğolağa/Muğlava Kemeri) – 1553–1564. Wohl schönster Aquädukt des Wasserversorgungssystems Sinans. 36 Meter hoch, 258 Meter lang. Die typische zweidimensionale, bogige Mauerfront wird in expressionistischer Weise durch horizontale Strukturen um eine dritte Dimension erweitert, womit die Statik des Baus mit seinen Zugkräften auf originelle Art sichtbar wird. Dieses Meisterwerk der Ingenieurbaukunst ist Teil eines neuen Wasserversorgungssystems mit Aquädukten, Leitungen, Staudämmen, Zisternen etc., von Sultan Süleyman für die schnell wachsende Hauptstadt in Auftrag gegeben, mit Gesamtkosten von 40.263.063 Akçes.[30] Karte
- Langer Aquädukt (Uzun/Petnahor Kemer) – 1553–1564. 711 Meter lang, 26 Meter hoch. Karte
- Geknickter Aquädukt (Eğri/Kovuk Kemer) – 1553–1564. 342 Meter lang, 35 Meter hoch. Name
- Mihrimah-Sultan-Moschee (Mihrimah Sultan Camii) in Edirnekapı – 1562/63–1565 oder 1570 (?). Dieses lichtdurchflutete Meisterwerk einer Vier-Pfeiler-Moschee ist mit vier Schildwänden ausgestattet. Karte
- Sultan-Süleyman-Mausoleum – 1566/67. Bemerkenswertes Mausoleum, das vom Felsendom in Jerusalem, dem Mausoleum des römischen Kaisers Diokletian in Split (Kroatien) und von rum-seldschukischen Turmgräbern inspiriert ist. Es hat eine zweischalige Kuppel, die äußerst selten in der osmanischen Architektur Verwendung findet, sowie im Eingangsbereich einen Splitter des Schwarzen Steins aus der Kaaba (Mekka). Karte
- Sokollu-Mehmet-Pascha-Medrese in Eyüp – 1568/69 Karte
- Kara-Ahmed-Pascha-Moschee (Kara Ahmet Paşa Camii) – nach 1558, vielleicht 1565–1571/72. Sie ist eine Sechs-Pfeiler-Moschee mit vier diagonalen Halbkuppeln, um den querrechteckigen Raum zu überspannen, ähnlich dem Modell der Üç-Şerefeli-Moschee in Edirne, allerdings mit völlig anderer Wirkung. Karte
- Sokollu-Mehmed-Pascha-Komplex (Kadırga Sokollu/Sokullu Mehmet Paşa Külliyesi) in Fatih – etwa 1567/68–1571/72. Es handelt sich hier um eine Sechs-Pfeiler-Moschee mit vier diagonalen Halbkuppeln und eines der schönsten Beispiele von gelungener Kombination der Baustruktur mit der Dekoration durch Fliesen und Malereien. Einige der schönsten Fliesen und einige der schönsten osmanischen Steinglasfenster verzieren dieses Meisterwerk Sinans ebenso, wie zwei Splitter des Schwarzen Steins aus der Kaaba in Mekka. Sinan bezieht die Anhöhe, auf welcher der Komplex steht, in seinen Bauplan ein, indem er den Eingang mit einer Treppe versieht, auf dem der Hörsaal thront. Hier zeigt sich die zunehmende Komplexität der gefundenen Lösungen, eine hohe räumliche Homogenität, bei der der querrechteckige Grundriss erhalten bleibt, die Vertikalität jedoch betont wird: eine Neuerung der islamischen Architektur. Karte
- Piyâle-Pascha-Moschee (Piyâle (Mehmet) Paşa (Tersane) Camii) – etwa 1565–1573/74 (?), jedenfalls vor 1578. Sinans Experiment mit dem Ulu-Moschee-Typ mit mehreren kleineren Kuppeln. Hier finden wir einige der schönsten Iznik-Fliesen aus der Blütezeit der Produktion. Karte
- Sultan-Selim-II.-Mausoleum – 1576/77 Hier wiederholt Sinan vereinfacht den Plan der Selimiye Moschee. Karte
- Sokollu-Mehmed-Pascha-Moschee (Azapkapı Camii, Sokollu/Sokullu Mehmet Paşa Camii) in Azapkapı – etwa 1573–1577/78. Eine Variation der Selimiye-Moschee in kleinem Maßstab. Die Acht-Pfeiler-Moschee wurde über Substruktionen errichtet, direkt am Goldenen Horn gelegen, mit Anklängen an Palastarchitektur in der Außenwirkung. Innen zieren einige der schönsten Iznik-Fliesen dieses kleine Meisterwerk. Karte
- Schlafgemach Sultan Murads III. (Sultan Murad Köşkü) im Topkapı-Palast – 1578/79. Einer der schönsten Säle des Palastes mit erlesensten Iznik-Fliesen. Karte
- Kılıç-Ali-Pascha-Moschee (Tophane Camii, Kılıç Ali Paşa Camii)- 1578–1580/81. Obwohl diese Vier-Pfeiler-Moschee mit zwei axialen Halbkuppeln in den Werklisten Sinans aufgeführt wird, ist es aufgrund der Architektursprache umstritten, ob der Plan von ihm selber stammt. Die vielfältigen Zitate von der Hagia Sophia wirken fast so, als habe er den Plan der Hagia Sophia genommen, um die darin enthaltenen Unzulänglichkeiten mit dieser Moschee zu korrigieren. Karte
- Şemsi-Ahmed-Pascha-Komplex (Şemsi Ahmed Paşa Camii) in Üsküdar – 1580/81. Pittoreske Ein-Kuppel-Moschee direkt am Ufer des Bosporus. Karte
- Valide-Sultan-Komplex (Valide (Nurbânu) Sultan Külliyesi, Atik Valide Camii) in Üsküdar – 1571–1583. Erweitert 1584/85–86. Diese Sechs-Pfeiler-Moschee mit vier diagonalen Halbkuppeln bildet das Zentrum von Sinans zweitgrößtem Komplex nach der Süleymaniye-Moschee in Istanbul. Mit seiner Staffelung der verschiedenen Bauten und den Höfen erinnert dieser Komplex an den Topkapı-Palast. Karte
- Kazasker-İvaz-Efendi-Moschee ((Kazasker) Ivaz Efendi Camii) – 1586. Ein Beispiel einer Moschee, die zwar nicht in den Werkslisten erwähnt wird, jedoch „atmet der Bau ganz den Geist Sinans […]“[31] und wird daher oft ihm persönlich zugeschrieben. Lage an der Landmauer wird durch byzantinisierendes Mauerwerk zitiert. Sechs-Pfeiler-Moschee. Karte
- Zal-Mahmut-Pascha-Komplex (Zal Mahmut Paşa Külliyesi) – ab 1580 oder 1577–1590 (?). Eines der experimentellsten Werke Sinans. Die nahe Landmauer inspirierte ihn wohl zu der Gestaltung der äußeren Wände mit ihrem Wechsel von Ziegeln und Stein sowie die hügelige Lage zu der asymmetrischen Verteilung der Bauten des Komplexes. Vier-Pfeiler-Moschee. Karte

### Bauwerke in Edirne

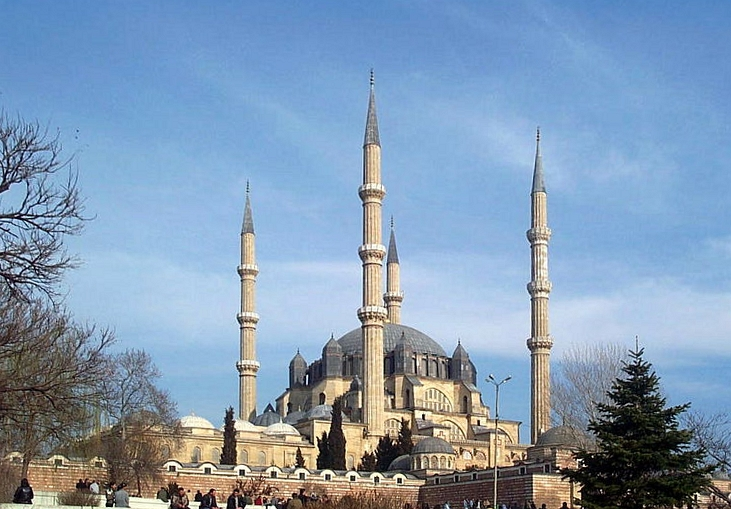
Selimiye-Moschee

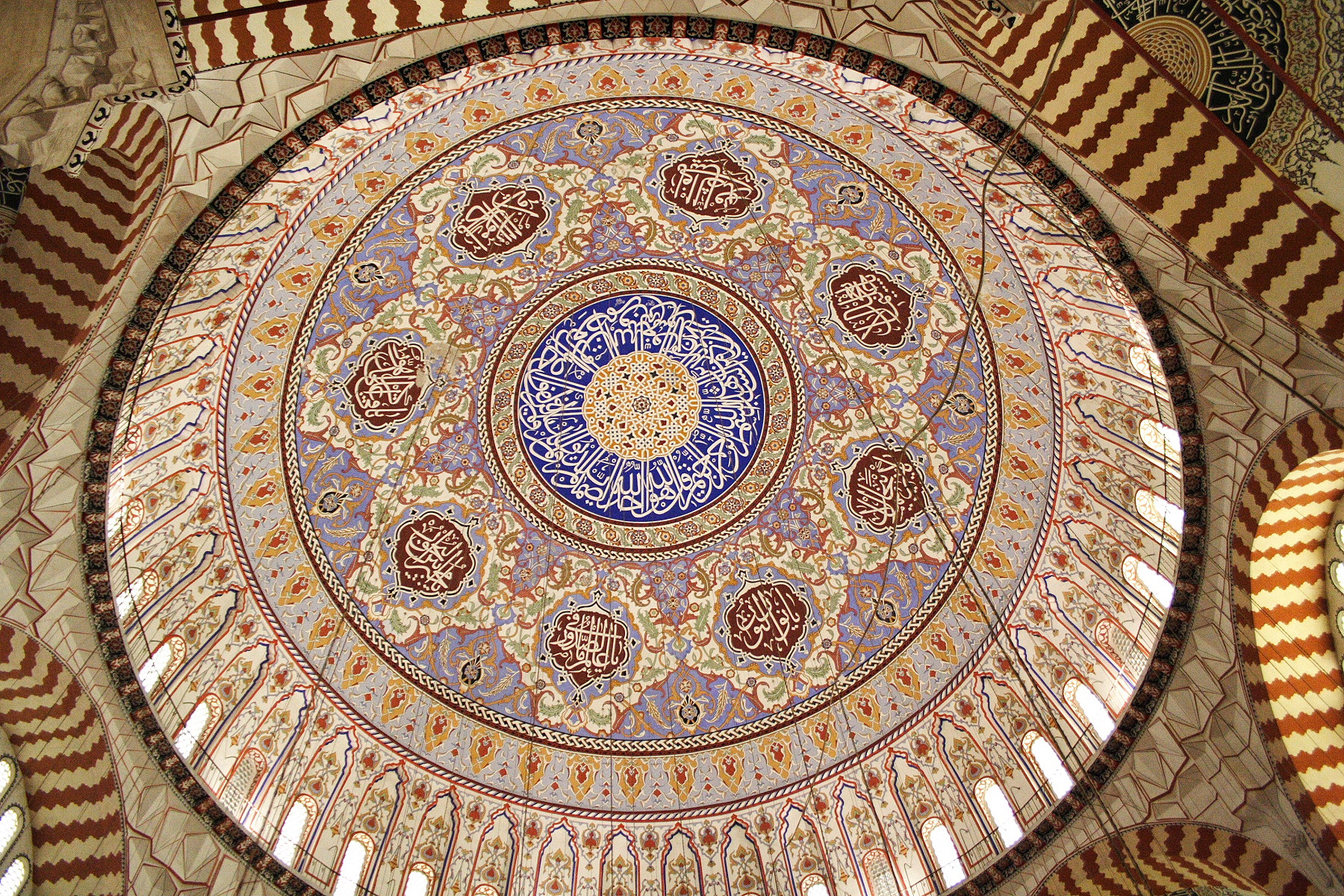
Kuppel der Selimiye-Moschee

- Kanuni-Brücke – 1553–1554. Karte
- Yalnizgoz-Brücke – 1567. Karte
- Rüstem-Pascha-Karawanserei – 1560/61 (?). Karte
- Adalet Kasrı – 1561
- Sokollu-Mehmet-Pascha-Hamam – 1568/69. Karte
- Semiz-Ali-Pascha-Basar – 1568/69. Han mit 126 Läden und 300 Metern Länge. Karte
- Selimiye-Komplex, (Selimiye Külliyesi) – 1567/68–1574/75. Diese Acht-Pfeiler-Moschee mit vier diagonalen Halbkuppeln bezeichnete Sinan laut Evliya Çelebi als sein „Meisterwerk“.[16] Hier hat Sinan ein raffiniertes Stützsystem entworfen, das ohne Vorgänger ist, weder in der römischen und byzantinischen noch in der iranischen Architekturtradition. Die Anlage ist erstmals unter Sinans größeren Komplexen in axialer Richtung symmetrisch gruppiert. Hier ist der Endpunkt der lebenslangen Suche Sinans nach dem perfekten Zentralbau erreicht. Alle strukturellen Elemente ordnen sich der gewaltigen Kuppel unter. Es herrscht eine perfekte Einheit von Innen- und Außenwirkung in diesem höchstentwickelten Werk Sinans. Zudem schmücken erlesenste innenarchitektonische Zutaten den Betsaal, wie Iznik-Fliesen aus der künstlerischen und handwerklichen Blütezeit der Manufakturen. Karte

### Weitere Bauwerke in Europa

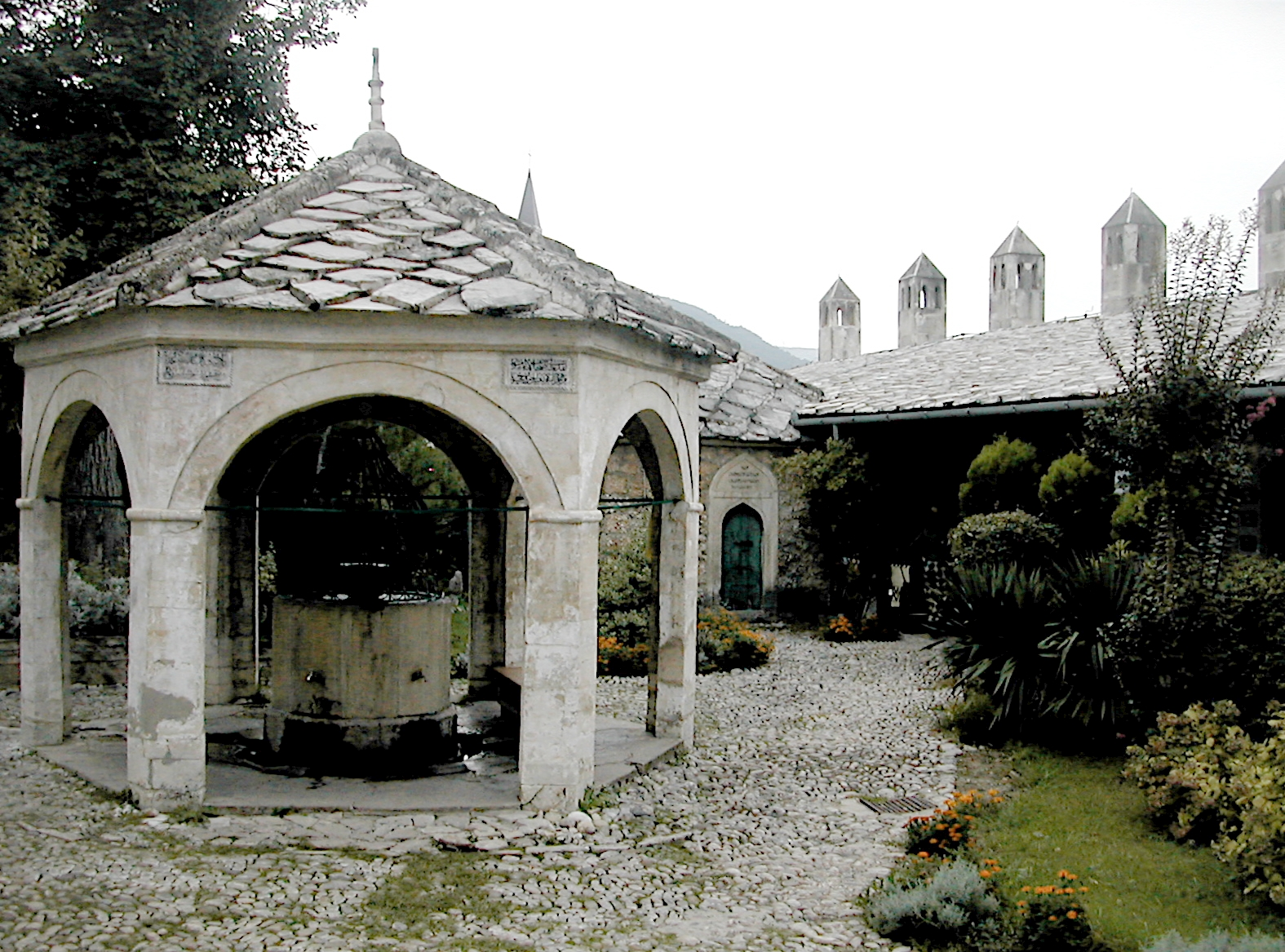
Karađozbeg-Moschee in Mostar, Innenhof

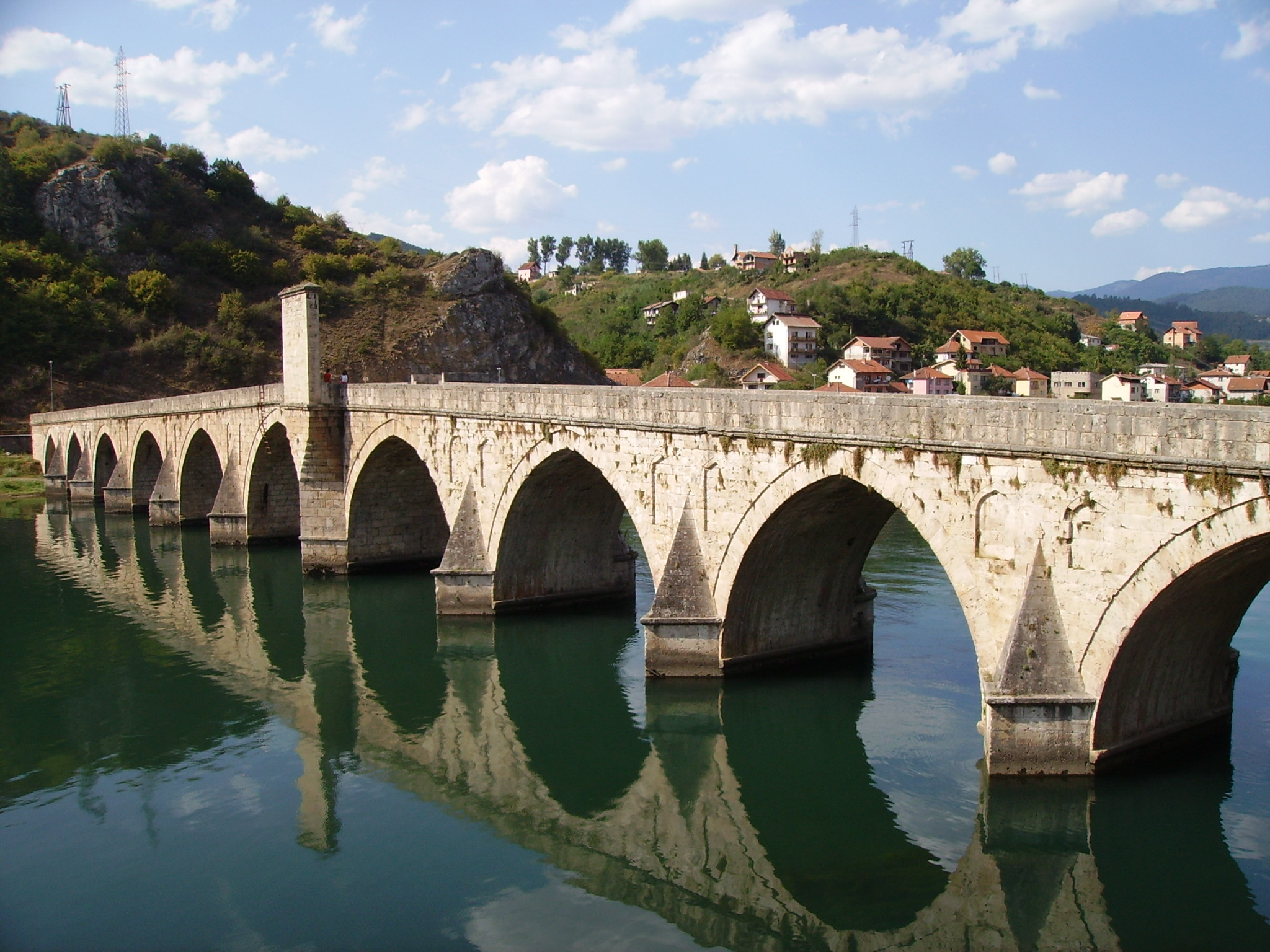
Drinabrücke in Višegrad

- Bosnali-Mehmed-Pascha-Moschee in Sofia (Bulgarien) – 1547/48. Ein-Kuppel-Moschee, zwischen 1899 und 1903 von Jurdan Popow und Petko Momtschilow in eine Kirche umgebaut und innen wie außen stark umgewandelt. Karte
- Dschuma-Dschami-Moschee in Jewpatorija (Ukraine) – 1552 (?). Vier-Pfeiler-Moschee mit einer Halbkuppel über dem Mihrab. Karte
- Karađozbeg-Moschee (Karagöz Mehmed Paşa Camii) in Mostar (Bosnien und Herzegowina) – 1557/58. Ein-Kuppel-Moschee. Karte
- Kanuni-Sultan-Süleyman-Brücke (Büyükçekmece-Brücke) in Büyükçekmece (Türkei) – 1565–1567/68. Ein 638 Meter langes Meisterwerk der Ingenieurbaukunst, errichtet auf schwierigem sumpfigem Terrain. Daher verteilt Sinan bei dieser Brücke das Gewicht auf eine große Fläche und unterteilt sie in vier Brückenabschnitte mit einer technischen Raffinesse, welche die Brücke fast unbeschädigt 400 Jahre überdauern ließ. Karte
- Sokollu-Mehmet-Pascha-Komplex in Lüleburgaz (Türkei) – 1565–1569/70. Diese Vier-Pfeiler-Moschee ist Teil eines strategisch an einer der Verkehrsadern des Reiches errichteten Komplexes, der vor allem den Reisenden und dem Handel dienen sollte. Die einzelnen Bauwerke sind nicht sehr spektakulär, aber der Bauplan ist beachtlich, denn hier sind das erste Mal die Gebäude um die beiden Hauptachsen gruppiert. Karte
- Semiz-Ali-Pascha-Moschee in Babaeski (Türkei) – ab den 1560er-Jahren, vielleicht 1569–1575. In dieser Sechs-Pfeiler-Moschee mit vier diagonalen Halbkuppeln vervollkommnet Sinan das hexagonale Prinzip. Der Raum und die strukturellen Elemente bilden eine Einheit. Karte
- Drinabrücke (Sokollu-Mehmet-Pascha-Brücke) in Višegrad (Bosnien und Herzegowina) – 1571–1577/78. Anders als bei der Kanuni-Sultan-Süleyman-Brücke wirken hier starke horizontale Kräfte des Flusses auf die Brücke, denen Sinan mit schiffsbugähnlichen, wasserteilenden Vorsprüngen begegnete. 185 Meter lang. Karte
- Muradie-Moschee (Muradiye Camii) in Vlora (Albanien) – 1537. Ein-Kuppel-Moschee. Karte

### Weitere Bauwerke in Asien

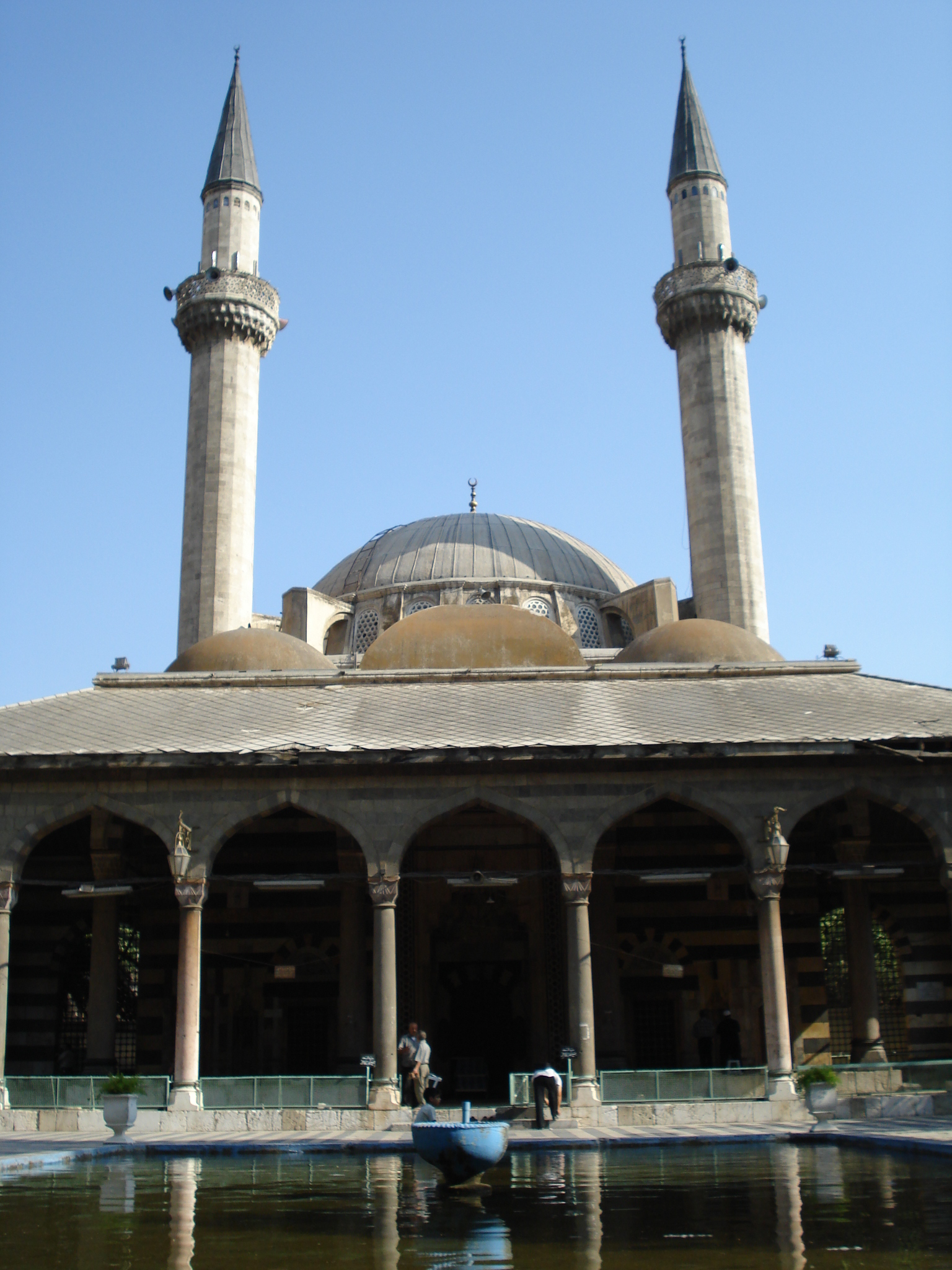
Tekkiye-Moschee in Damaskus

- Tekkiye Süleymans (Takiyya Sulaymaniyya, Sultan Süleyman Moschee, Tekkiye-Moschee, Sultan-Süleyman-Derwischkloster) in Damaskus (Syrien) – 1554/55 oder 1554–1558/59. Medrese 1566/67 fertiggestellt. Der Schichtwechsel aus hellen und dunklen Steinen dieser Ein-Kuppel-Moschee zeigt den Einfluss der lokalen Bautradition. Der 100 mal 150 Meter große Baukomplex diente unter anderem Reisenden und Pilgern, lag er doch an einer der wichtigen Transitstrecken. Karte
- Sultan-Selim-II.-Moschee in Karapınar – 1560–1563/64. Ein-Kuppel-Moschee mit großzügig dimensioniertem Komplex.[32] Koordinaten: Karte
- Behram-Pascha-Moschee in Diyarbakır – etwa 1564/65–1572/73 – Farbwechsel der Steinreihen dieser Ein-Kuppel-Moschee zeigen lokale Bautraditionen.
- Sokollu-Mehmet-Pascha-Komplex in Yakacık (Payas) etwa 1567–1574/75. Seltener kreuzförmiger Plan einer Moschee.
- Sultan-Murad-III.-Moschee in Manisa – 1583–1586/87. Bau wahrscheinlich nicht von Sinan vor Ort beaufsichtigt, sondern von seinen Schülern Mahmud Ağa und Mehmed Ağa. T-förmige Moschee mit drei geschwungenen Dächern statt Kuppeln.
- Lala-Mustafa-Pascha-Karawanserei in Ilgin – 1584 (?). Die außergewöhnliche Doppel-Karawanserei ist Teil einer Külliye. Die dazugehörige Ein-Kuppel-Moschee wurde 1576/77 eingeweiht.
- Chosrewijje-Komplex (Hüsreviye Külliyesi) in Aleppo (Syrien) – 1546. Eine Kuppel und mehrere kleinere Kuppeln.
- Adlijje-Komplex (Adliye Külliyesi, Dukaginzâde-Mehmet-Pascha-Moschee) in Aleppo – 1556. Mehrere kleine Kuppeln und ein großer verzierter Haupteingang.